# Girolamo Balduino
Girolamo Balduino (Montesardo, ... – Napoli, XVI secolo) è stato un filosofo italiano.

Nato a Montesardo da una famiglia baronale, ebbe tre fratelli: Giovan Francesco, giureconsulto; Belisario, vescovo di Larino; Francesco Antonio, vescovo di Alessano.
Studiò all'Università di Padova sotto Marco Antonio Passeri (detto il Genua) e Sperone Speroni, formandosi nell'eclettismo aristotelico proprio di quella scuola. Nell'anno 1528 insegnò sofistica in quello Studio; passò poi all'Università di Salerno e all'Università di Napoli.
Nella seconda metà del Cinquecento le sue opere furono occasione di vivaci dibattiti. Alle sue dottrine si oppose, in particolare, il filosofo padovano Jacopo Zabarella.

### Opere
- Perì hermeneias, 1549
- Quaesita tum naturalia, tum logicalia, 1550

### Studi
- Giovanni Papuli, Girolamo Balduino: ricerche sulla logica della Scuola di Padova nel Rinascimento, Manduria, Lacaita, 1967.
- Giovanni Papuli, Girolamo Balduino e la logica scotistica, in « Acta Quarti Congressus Scotistici Internationalis », II, Roma, 1978. pp. 257-264.
- Giovanni Papuli, Dal Balduino allo Zabarella e al giovane Galilei: scienza e dimostrazioni, in « Bollettino di storia e filosofia », 10, 1990-1992, pp. 333-65.